# Golden Axe
Golden Axe (ゴールデンアックス?, Gooruden Akkusu) è un videogioco arcade prodotto dalla SEGA nel 1989, di genere picchiaduro a scorrimento orizzontale, sottogenere hack 'n slash, data la presenza costante di armi bianche nelle mani di protagonisti e nemici. L'ambientazione del gioco è tipicamente fantasy e debitrice di storie quali quelle di Conan il barbaro, tra luoghi fantastici, usurpatori, duelli all'ultimo sangue e magie.
Importante successo per la SEGA, fu uno dei primi picchiaduro a scorrimento con armi fisse e attacchi speciali magici, e uno dei primi picchiaduro arcade a permettere di scegliere tra più personaggi. Un altro aspetto memorabile fu la possibilità di impadronirsi di cavalcature.
Venne convertito per numerosi computer e console dell'epoca e tuttora viene spesso riproposto come classico. Particolarmente celebre fu la versione per Sega Mega Drive.
Con questo titolo ebbe inizio la serie di Golden Axe, comprendente una decina di titoli. Il primo seguito fu Golden Axe II (1991), solo per Mega Drive, mentre il seguito in sala giochi fu Golden Axe: The Revenge of Death Adder (1992).

## Trama
Il tiranno Death Adder ha rapito il re e la principessa del reame di Yuria, oltre ad aver rubato il simbolo stesso del regno, la Scure d'oro (Golden Axe), minacciando quindi di uccidere i regnanti e distruggere l'ascia se l'intera popolazione di Yuria non si piegherà al suo volere. Tre eroi, in seguito all'uccisione del loro amico e alleato Alex (forse un riferimento ad Alex Kidd, primo tentativo della SEGA di creare una mascotte, allora in via di abbandono) e ad altre malefatte compiute dall'armata di Death Adder, decidono di tentare il tutto per tutto per rovesciare quest'ultimo.
Il viaggio degli eroi, costituito da varie tappe mostrate su una mappa tra un livello e l'altro, si svolge inizialmente in un'arida campagna, poi in un villaggio costruito sul dorso di una gigantesca tartaruga, poi in un villaggio costiero dove li fa sbarcare la tartaruga, poi sul dorso di una gigantesca aquila che li porta in volo e infine nel castello occupato da Death Adder, dove avviene lo scontro finale con lui.
Se si completano tutti i livelli (almeno in versione arcade), verrà mostrata una scenetta dove personaggi e nemici prendono vita saltando fuori dal videogioco per poi correre via dalla sala giochi verso la città.

## Modalità di gioco
Il gioco ha visuale 2,5D a scorrimento prevalentemente orizzontale, ma anche talvolta in altre direzioni.
Per avanzare è necessario eliminare tutti i vari scagnozzi di Death Adder che compaiono sullo schermo, tra i quali barbari armati di mazze, amazzoni, scheletri rianimati e guerrieri imponenti. Si attraversano diversi ambienti tipicamente fantasy, suddivisi in cinque livelli con relativi boss.
È possibile il multigiocatore simultaneo cooperativo a due.
Le mosse a disposizione sono:
- Attacco normale: oltre a fendenti con l'arma, genera automaticamente altre azioni come dare calci, colpire con il manico dell'arma e scaraventare l'avversario. Servono diversi colpi per atterrare un nemico.
- Salto: può essere necessario anche per superare dislivelli del terreno e alcuni precipizi mortali.
- Salto + attacco: attaccando mentre si è in volo non si infligge un grosso danno, ma si ha l'effetto di atterrare subito il nemico, togliendolo momentaneamente di torno.
- Corsa: muovendo due volte rapidamente il joystick a sinistra o a destra si innesca la corsa. Durante la corsa si può saltare più in alto, oppure attaccare, atterrando subito l'avversario.
- Attacco volante in corsa: se durante la corsa si salta, all'apice del salto si può rivolgere l'arma verso il basso e si infliggerà al nemico il maggior danno possibile con un singolo attacco.
- Attacco all'indietro: si ottiene premendo i pulsanti di attacco e salto contemporaneamente.

### Personaggi selezionabili
Nella schermata iniziale viene mostrato un enorme scheletro che mostra sulle mani aperte i tre personaggi disponibili, e ciascun giocatore può selezionare il proprio personaggio su ciascuna mano.
- Ax Battler: un barbaro armato di spadone a due mani (non di ascia, come il nome lascerebbe supporre) che vuole vendicare la propria madre fatta uccidere da Death Adder. È il personaggio più equilibrato e possiede la magia della terra, di media potenza.
- Tyris Flare: un'amazzone armata di spada bastarda che vuole vendicare la morte dei genitori. È il personaggio con l'arma con minor portata ma in compenso può usare la magia del fuoco, la più devastante a disposizione degli eroi.
- Gilius Thunderhead: un nano proveniente dalle miniere di Wolud, armato di un'ascia bipenne e intenzionato a vendicare la morte del fratello. Gilius possiede la magia del fulmine, la meno efficace, ma la sua arma è quella con il maggior raggio d'attacco.

### Magie
Ogni personaggio può occasionalmente lanciare una magia, che agisce come una smart bomb colpendo tutti i nemici. Le magie si ottengono riempiendo, anche parzialmente, una barra di lunghezza differente a seconda del personaggio. Per riempire la barra è necessario raccogliere le ampolle blu ottenibili prendendo a calci alcuni gnomi ladri (i quali possono rilasciare anche bonus che reintegrano l'energia persa). Le barre di magia sono divise in segmenti di lunghezza diversa, ciascuno dei quali  può contenere una o più ampolle. La magia danneggia o uccide tutti i nemici presenti, ma la potenza dell'incantesimo sarà proporzionale al numero di segmenti della barra riempiti di ampolle. L'effetto grafico varia in base al personaggio e, a seconda delle versioni del gioco, in base al numero di segmenti.
Era particolarmente d'effetto, all'epoca, la magia più potente (lanciata da Tyris Flare con barra piena), un'enorme testa di drago che spazza lo scenario con le fiamme.

### Cavalcature
Un altro aiuto è dato dalle cavalcature, bestie chiamate "Bizarrian". Ve ne sono di due tipi: draghi sputafuoco e strane creature bipedi simili a uccelli senza ali, noti come "zampe di gallina", apparse in precedenza come nemici in un altro picchiaduro a scorrimento della SEGA, Altered Beast. Per ottenere una cavalcatura è necessario disarcionare prima il nemico che la monta e che la usa contro i giocatori. I draghi sono di due razze, ognuna delle quali ha un tipo d'attacco (un soffio infuocato a breve distanza oppure palle di fuoco a lunga gittata); le zampe di gallina attaccano girando su sé stesse e colpendo con la coda. I Bizarrian possono anche essere utilizzati per correre e per attaccare in corsa con testate. Le cavalcature non possono essere uccise, ma fuggono dopo un certo numero di disarcionamenti.

### The Duel
The Duel è una modalità di gioco aggiuntiva introdotta in alcuni porting del gioco (almeno Mega Drive e MS-DOS). Essa consiste in una serie ininterrotta di scontri tra il giocatore e varie ondate di nemici oppure, nella modalità a due giocatori, in un duello uno contro uno. Nel primo caso gli scontri avvengono tutti in una schermata singola, non c'è progressione di livello, è disabilitato l'uso della magia e non è nemmeno possibile reintegrare l'energia perduta.

## Conversioni
Il gioco venne convertito per molte differenti piattaforme tra console e computer; in molti casi la SEGA vendette i diritti ad aziende terze per le conversioni.
La versione per Mega Drive, realizzata internamente dalla SEGA, fu quella di maggior successo. Rispetto all'originale arcade venne un po' semplificata graficamente, ma in compenso fu arricchita di due livelli aggiuntivi dopo lo scontro con Death Adder. Qui il boss di fine gioco è Death Bringer, praticamente una versione ricolorata di Death Adder con magie più potenti. Vennero aggiunte anche due modalità di gioco alternative: Beginner, più breve e semplice per principianti, e The Duel, descritta in precedenza.
La versione Mega Drive venne anche a sua volta riproposta come gioco arcade, all'interno del cabinato multigioco Mega-Tech, basato sull'hardware del Mega Drive.
Una conversione piuttosto strana fu invece quella per Sega Master System. Oltre che poco curata esteticamente, è solo per giocatore singolo e permette di usare solo il personaggio di Ax Battler, qui inspiegabilmente rinominato Tarik, che in compenso può scegliere di utilizzare anche le magie degli altri due personaggi del gioco originale.
Le versioni per i principali home computer europei vennero pubblicate dalla Virgin Mastertronic nel 1990.
La versione per Commodore 64 è limitata dall'assenza della modalità multigiocatore e dall'impossibilità di affrontare più di un nemico alla volta. Il multigiocatore è invece normalmente presente sugli altri computer a 8 bit, ZX Spectrum e Amstrad CPC. Le versioni a 16 bit per Amiga e Atari ST, praticamente uguali tra loro, sono anche più curate di quella per Mega Drive, sebbene meno efficaci nel sistema di controllo.
La versione per MS-DOS sembra basata su quella Mega Drive in quanto ha anch'essa le modalità Beginner e The Duel, il boss finale ha i colori di Death Bringer, ma c'è solo uno dei due livelli aggiuntivi.
L'azienda giapponese Telenet produsse la versione per PC Engine dotata di lettore CD-ROM.
La Tiger Electronics realizzò anche un gioco elettronico LCD basato su Golden Axe.
Il gioco uscì per Sega Mega CD solo all'interno della raccolta di quattro giochi Sega Classics Arcade Collection. Questa versione è dotata di animazioni migliorate, ma non ha la modalità multigiocatore.
Apparve successivamente nelle raccolte Sega Smash Pack per Game Boy Advance e Dreamcast.
Molte sono le riproposizioni come classico per piattaforme più moderne, sotto forma di emulazioni della versione arcade o di quella Mega Drive.
Uscì su diversi servizi, come il PlayStation Store. Le versioni per Xbox 360 e PlayStation 3 sono riproduzioni molto accurate dell'originale arcade e permettono anche il multigiocatore online. La Lavastorm produsse una versione per il non comune Tapwave Zodiac.

### Remake
Nel 2003 fu realizzato per PlayStation 2 il remake del primo Golden Axe, all'interno della collana Sega Ages 2500 (vol. 5), la quale consiste nel rifacimento di vecchi titoli Sega con una veste grafica tridimensionale, al basso prezzo di 2500 yen in Giappone.
Oltre alla grafica completamente 3D, è dotato di livelli più grandi, di un'introduzione che spiega la nascita della Scure d'Oro (basata su informazioni tratte da Golden Axe Warrior), e di intermezzi. Tuttavia, secondo Retro Gamer, è probabilmente il peggior titolo di tutta la saga di Golden Axe, con grafiche ed effetti mal riusciti su tutti i fronti, e una nota positiva solo sulla colonna sonora orchestrale.

## Sviluppo
Golden Axe venne progettato principalmente da Makota Uchida, già autore di Altered Beast per la SEGA. Proprio verso la fine dello sviluppo di Altered Beast, la direzione chiese alla squadra di Uchida di realizzare un altro videogioco arcade, per lo stesso hardware (System 16), che avesse un gameplay del genere di Double Dragon. Per l'ambientazione con armi bianche e magie, Uchida pensò di seguire invece l'esempio di Dragon Quest, allora una serie di successo sulle console. Prese ispirazione dal fantasy epico occidentale, osservando appositamente video di Conan il barbaro e illustrazioni basate su Il Signore degli Anelli.
In quel periodo d'altronde era una pratica frequente per la SEGA giapponese attingere a cinema e mode dell'Occidente per i temi di diversi giochi.
Secondo Uchida, all'epoca si preferiva realizzare picchiaduro a scorrimento senza armi fisse perché, se si voleva rappresentare un personaggio graficamente grande e d'effetto, con l'arma avrebbe una portata di attacco troppo ampia rispetto allo schermo e sarebbe troppo potente. In Golden Axe, pur di avere un gioco basato sulle armi e differenziarsi così da Double Dragon, si preferì avere personaggi relativamente piccoli, ma in compenso grafiche grandi vennero utilizzate per boss e magie.
Un'altra scelta di progetto fu quella di avere solo nemici umani (o simili), senza creature mostruose neppure per quanto riguarda i boss.
Al gioco arcade lavorò una squadra relativamente piccola, composta da Uchida come capo progetto, due programmatori, due artisti e un musicista (Tōru Nakabayashi), e si disse che lo sviluppo richiese solo sei mesi.
Il nome previsto per il gioco era inizialmente Battle Axe ("ascia da battaglia", che è più o meno il significato dei caratteri giapponesi Kanji mostrati dietro il titolo in inglese), ma si dovette scartare per problemi di copyright, poi si decise per Broad Axe. Giunti quasi alla fine dello sviluppo, il presidente della filiale statunitense della SEGA, dopo aver visto l'ascia giallognola del personaggio nano, impose definitivamente il titolo Golden Axe ("ascia dorata"). La trama del gioco e il colore dell'ascia di Death Adder furono cambiati di conseguenza.
Le conversioni per console SEGA vennero realizzate dall'azienda stessa, quella per Mega Drive in particolare venne approvata dallo stesso Uchida. Le versioni per tutti gli home computer sono sviluppate dall'azienda britannica Probe Software e quella PC Engine dalla giapponese Telenet.

## Accoglienza
Il successo dell'arcade originale di Golden Axe fu enorme.
In quel periodo la SEGA volle produrre videogiochi con stile meno infantile, per differenziarsi dalla concorrente Nintendo, e Golden Axe divenne un titolo di importanza chiave nella storia del successo dell'azienda in Nordamerica.
Il suo seguito arcade The Revenge of Death Adder, sempre opera di Makota Uchida, viene spesso considerato l'apice di tutta la serie di Golden Axe, ma il primo gioco rimane comunque quello che fece più colpo a suo tempo, maggiormente ricordato e tuttora venduto per sistemi moderni.
Le conversioni per piattaforme domestiche erano naturalmente molto attese e di solito furono apprezzate dalla critica. La più celebre fu quella per Mega Drive, spesso elogiata per la sua fedeltà all'originale. Molto apprezzate anche le versioni per Amiga e Atari ST, che vinsero tra l'altro il titolo di miglior conversione di arcade su sistemi a 16 bit ai premi Golden Joystick Awards 1991.
Anche la versione per Commodore 64, sebbene priva del multigiocatore, venne accolta con generose valutazioni, in particolare sia da parte della redazione inglese, sia di quella italiana della rivista specializzata Zzap!, le quali assegnarono un voto pari a 96%.